# Faisal Private Bank
Die Faisal Private Bank (Switzerland) SA (FPB) war die erste rein nach den Regeln des islamischen Bankwesens tätige Bank in der Schweiz. Sie hatte ihren Sitz in Genf und konzentriert sich ausschliesslich auf die Vermögensverwaltung. 
Das Unternehmen wurde 1980 unter dem Namen Shari'A Investment Services SA in Genf gegründet und 1990 in Faisal Finance (Switzerland) SA umbenannt. Im Oktober 2006 erhielt das Unternehmen von der Eidgenössischen Bankenkommission die Bewilligung als Bank und nahm ihren aktuellen Firmennamen an. Hauptaktionär mit 79,6 % des Eigenkapitals ist die im Königreich Bahrain ansässige Ithmaar Bank. Präsident des Verwaltungsrats war Khalid Abdulla-Janahi aus Bahrain.
Per Ende 2006 beschäftigte die Faisal Private Bank (Switzerland) 38 Mitarbeiter. Die Kundenvermögen beliefen sich auf CHF 819 Millionen. Rund 36 Prozent der verwalteten Vermögen waren in Immobilien investiert, davon entfielen knapp drei Viertel auf Immobilienanlagen in den USA. 
Die Muttergesellschaft entschloss sich 2012, die Bank als Family-Office weiterzuführen und die Banklizenz abzugeben.